# كين راسيل (لاعب كرة قدم أمريكية)
كين راسيل (بالإنجليزية: Ken Russell)‏ هو لاعب كرة قدم أمريكية أمريكي، ولد في 2 نوفمبر 1935 في فوستوريا في الولايات المتحدة، وتوفي في 11 مارس 2014.

## وصلات خارجية
- كين راسيل على موقع مرجع كرة القدم المحترفة.كوم (الإنجليزية)